# Arthur Conan Doyle
Sir Arthur Ignatius Conan Doyle (Edimburg, Escòcia, 22 de maig del 1859 - Crowborough, Anglaterra, 7 de juliol del 1930) fou un escriptor escocès, creador del famós detectiu Sherlock Holmes el 1887 per a A Study in Scarlet, la primera de quatre novel·les i cinquanta-sis contes sobre Holmes i el doctor Watson. Les històries de Sherlock Holmes són fites en el camp de la ficció criminal.
Doyle va ser un escriptor prolífic; A part de les històries de Holmes, les seves obres inclouen històries de fantasia i ciència-ficció sobre el professor Challenger i històries d'humor sobre el soldat napoleònic Brigadier Gerard, així com obres de teatre, novel·les, poesia, no-ficció i novel·les històriques. Un dels primers contes de Doyle, La declaració de J. Habakuk Jephson (1884), va ajudar a popularitzar el misteri de la Mary Celeste.

## Nom
Sovint es coneix a Doyle com Sir Arthur Conan Doyle o Conan Doyle, el que implica que Conan és part d'un cognom compost en lloc d'un segon nom. La seva entrada de baptisme al registre de la catedral de Santa Maria, Edimburg, dona Arthur Ignatius Conan com a nom de pila i Doyle com a cognom. També anomena Michael Conan com el seu padrí. Els catàlegs de la Biblioteca Britànica i la Biblioteca del Congrés tracten només Doyle com el seu cognom.
Steven Doyle, editor de The Baker Street Journal, va escriure: «Conan era el segon nom d'Arthur. Poc després de graduar-se a l'escola secundària va començar a utilitzar Conan com una mena de cognom. Però tècnicament el seu cognom és simplement Doyle». Quan va ser nomenat cavaller, va ser nomenat Doyle, no sota el compost Conan Doyle.

## Biografia

### Primers anys de vida

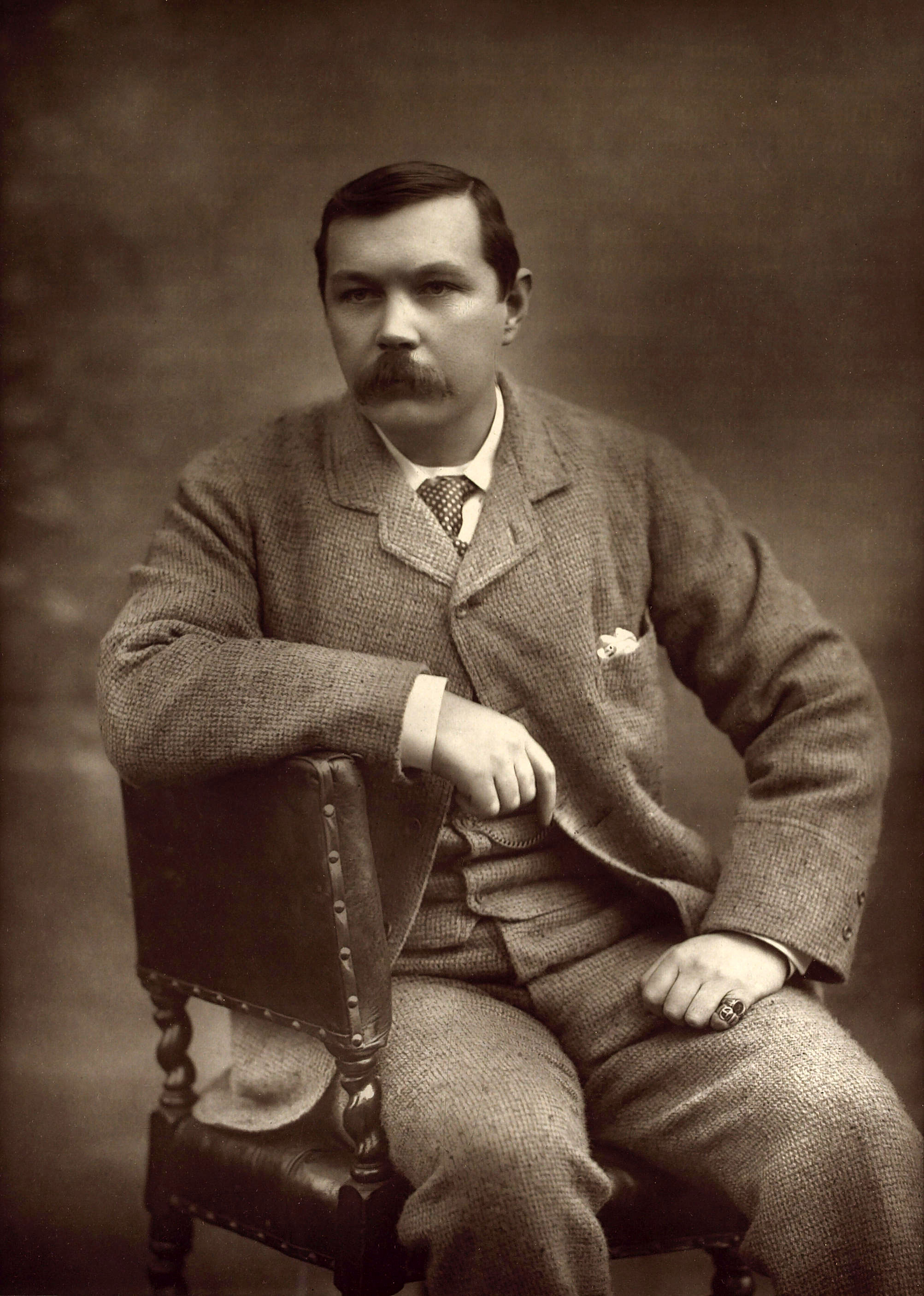
Retrat de Doyle per Herbert Rose Barraud, 1893

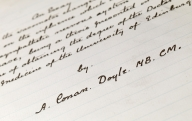
Portada de la tesi d'Arthur Conan Doyle

Doyle va néixer el 22 de maig de 1859 a 11 Picardy Place, Edimburg, Escòcia. El seu pare, Charles Altamont Doyle, va néixer a Anglaterra, d'ascendència catòlica irlandesa, i la seva mare, Mary (de soltera Foley), era catòlica irlandesa. Els seus pares es van casar el 1855. El 1864 la família es va dispersar a causa del creixent alcoholisme de Charles, i els nens van ser allotjats temporalment a tot Edimburg. Arthur es va allotjar amb Mary Burton, la tia d'un amic, a Liberton Bank House a Gilmerton Road, mentre estudiava a l'Acadèmia de Newington.
L'any 1867, la família es va reunir de nou i va viure en pisos sòrdids al 3 de Sciennes Place. El pare de Doyle va morir el 1893, al Crichton Royal, Dumfries, després de molts anys de malaltia psiquiàtrica. Començant de ben jove, al llarg de la seva vida Doyle va escriure cartes a la seva mare, i moltes d'elles es van conservar.
Amb el suport d'oncles rics, Doyle va ser enviat a Anglaterra, a l’escola preparatòria jesuïta Hodder Place, Stonyhurst a Lancashire, a l'edat de nou anys (1868-1870). Després va passar a Stonyhurst College, on va anar fins a 1875. Tot i que Doyle no estava descontent a Stonyhurst, va dir que no en tenia bons records perquè l'escola era dirigida sobre principis medievals: els únics temes tractats eren els rudiments, la retòrica, la geometria euclidiana, l'àlgebra i els clàssics. Doyle va comentar més tard a la seva vida que aquest sistema acadèmic només es podia excusar «amb la justificació que qualsevol exercici, per estúpid en si mateix, forma una mena de peses mentals per la qual es pot millorar la ment». També va trobar l'escola dura, assenyalant que, en comptes de compassió i calidesa, afavoria l'amenaça de càstigs corporals i humiliació ritual.

### Formació
De 1875 a 1876, va ser educat a l'escola jesuïta Stella Matutina a Feldkirch, Àustria. La seva família va decidir que hi passaria un any per perfeccionar el seu alemany i ampliar els seus horitzons acadèmics. Més tard va rebutjar la fe catòlica i es va convertir en agnòstic. Una font va atribuir la seva deriva de la religió al mateix temps que va passar a l'escola austríaca menys estricta. També es va convertir més tard en un místic espiritualista.

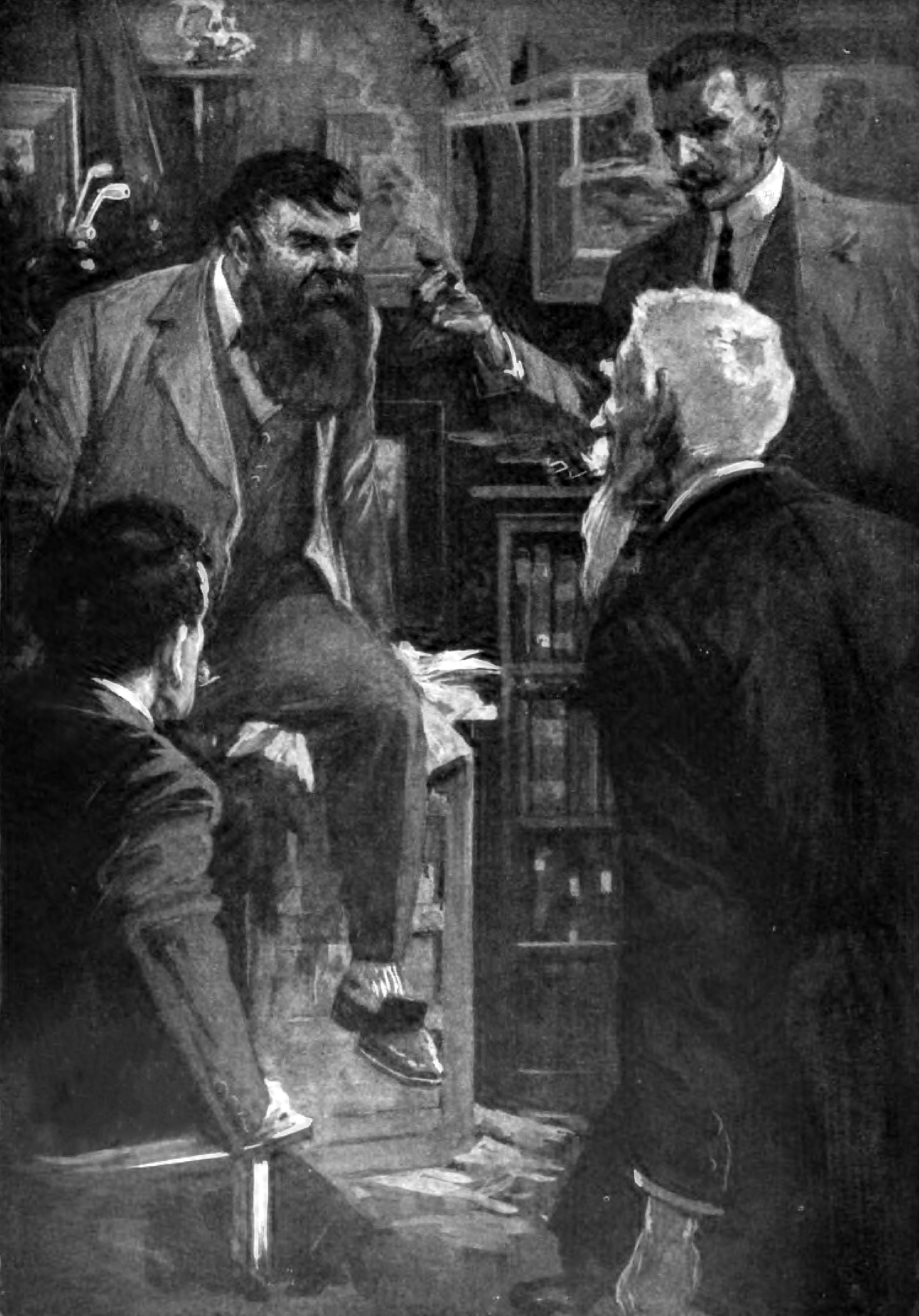
Professor Challenger de Harry Rountree a la novel·la The Poison Belt publicada a The Strand Magazine

Doyle va ser el metge del balener de Groenlàndia Hope of Peterhead el 1880. L'11 de juliol de 1880, John Gray's Hope i David Gray's Eclipse es van reunir amb Eira i Leigh Smith. El fotògraf WJA Grant va fer una fotografia a bord de l’Eira of Doyle juntament amb Smith, els germans Gray i el cirurgià del vaixell William Neale, que eren membres de l'expedició Smith. Aquella expedició va explorar la Terra de Franz Josef i va portar a la denominació, el 18 d'agost, de Cape Flora, Bell Island, Nightingale Sound, Gratton (Oncle Joe) i Mabel Island.
Després de graduar-se amb el títol de Llicenciat en Medicina i Màster en Cirurgia (MBCM) a la Universitat d'Edimburg el 1881, va ser cirurgià del vaixell del SS Mayumba durant un viatge a la costa de l'Àfrica Occidental. Va completar el seu títol de Doctor en Medicina (MD) (un títol avançat més enllà de la qualificació mèdica bàsica al Regne Unit) amb una dissertació sobre tabes dorsalis el 1885.
El 1882, Doyle es va associar amb el seu antic company de classe George Turnavine Budd en una consulta mèdica a Plymouth, però la seva relació va resultar difícil, i Doyle aviat va marxar per establir una pràctica independent. En arribar a Portsmouth el juny de 1882, amb menys de 10 lliures (1100 lliures el 2019 [29]) al seu nom, va establir una consulta mèdica a 1 Bush Villas a Elm Grove, Southsea. La pràctica no va tenir èxit. Mentre esperava pacients, Doyle va tornar a escriure ficció.
Doyle va ser un ferm defensor de la vacunació obligatòria i va escriure uns quants articles defensant la pràctica i denunciant les opinions dels antivacunació.
A principis de 1891, Doyle es va embarcar en l'estudi de l'oftalmologia a Viena. Abans havia estudiat al Portsmouth Eye Hospital per qualificar-se per fer proves oculars i receptar ulleres. Viena havia estat suggerida pel seu amic Vernon Morris com un lloc per passar sis mesos i entrenar-se per ser cirurgià ocular. Però a Doyle li va resultar massa difícil entendre els termes mèdics alemanys que s'utilitzaven a les seves classes a Viena i aviat va deixar els seus estudis allà. Durant la resta de la seva estada de dos mesos a Viena, va seguir altres activitats, com patinar sobre gel amb la seva dona Louisa i beure amb Brinsley Richards del London Times. També va escriure The Doings of Raffles Haw.
Després de visitar Venècia i Milà, va passar uns dies a París observant Edmund Landolt, un expert en malalties de l'ull. Al cap de tres mesos de la seva sortida cap a Viena, Doyle va tornar a Londres. Va obrir una petita oficina i una sala de consulta al 2 Upper Wimpole Street, o 2 Devonshire Place com era llavors. (Avui hi ha una placa commemorativa de l'Ajuntament de Westminster a la porta principal.) Segons la seva autobiografia, no tenia pacients i els seus esforços com a oftalmòleg van ser un fracàs.

## Carrera mèdica
De 1876 a 1881, Doyle va estudiar medicina a la Facultat de Medicina de la Universitat d'Edimburg; durant aquest període va passar temps treballant a Aston (aleshores una ciutat de Warwickshire, ara part de Birmingham), Sheffield i Ruyton-XI-Towns, Shropshire. També durant aquest període, va estudiar botànica pràctica al Royal Botanic Garden d'Edimburg. Mentre estudiava, Doyle va començar a escriure contes d'una manera no professional, fins que l'èxit li va arribar amb una de les obres més famoses: el detectiu Sherlock Holmes. La seva primera ficció coneguda, The Haunted Grange of Goresthorpe, es va enviar sense èxit a la revista Blackwood's. La seva primera peça publicada, The Mystery of Sasassa Valley, una història ambientada a Sud-àfrica, es va publicar al Chambers's Edinburgh Journal el 6 de setembre de 1879. El 20 de setembre de 1879, va publicar el seu primer article acadèmic, Gelsemium as a Poison al British Medical Journal, un estudi que The Daily Telegraph va considerar potencialment útil en una investigació d'assassinat del segle xxi.

## Carrera literària

### Sherlock Holmes

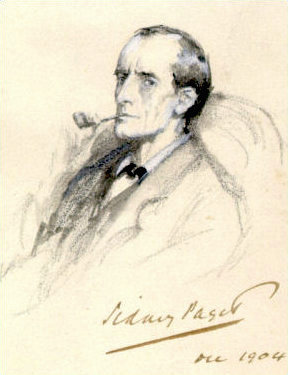
Retrat de Sherlock Holmes per Sidney Paget, 1904

Doyle va lluitar per trobar un editor. El seu primer treball amb Sherlock Holmes i el Dr. Watson, A Study in Scarlet, va ser escrit en tres setmanes quan tenia 27 anys i va ser acceptat per a la seva publicació per Ward Lock &amp; Co el 20 de novembre de 1886, que va donar a Doyle 25 £ (equivalent a més de 3.000 € el 2023) a canvi de tots els drets de la història. La peça va aparèixer un any més tard al Beeton's Christmas Annual i va rebre bones crítiques a The Scotsman i al Glasgow Herald.
Holmes es va inspirar parcialment en l'antic professor universitari de Doyle, Joseph Bell. L'any 1892, en una carta a Bell, Doyle va escriure: «Sens dubte, us dec a Sherlock Holmes… al voltant del centre de la deducció, la inferència i l'observació que us he sentit inculcar, he intentat construir un home», i en la seva autobiografia de 1924, va comentar: «No és estrany que després de l'estudi d'aquest personatge [és a dir, Bell] vaig utilitzar i amplificar els seus mètodes quan més tard vaig intentar construir un detectiu científic que resolgués els casos pels seus propis mèrits i no a través de la bogeria del criminal». Robert Louis Stevenson va poder reconèixer la gran similitud entre Joseph Bell i Sherlock Holmes: «Els meus compliments per les vostres aventures molt enginyoses i molt interessants de Sherlock Holmes… pot ser aquest el meu vell amic Joe Bell?» Altres autors de vegades suggereixen influències addicionals, per exemple, el personatge d’Edgar Allan Poe C. Auguste Dupin, que és esmentat, despectivament, per Holmes a A Study in Scarlet.. El doctor (John) Watson deu el seu cognom, però no cap altra característica òbvia, a un company mèdic de Portsmouth de Doyle, el doctor James Watson.

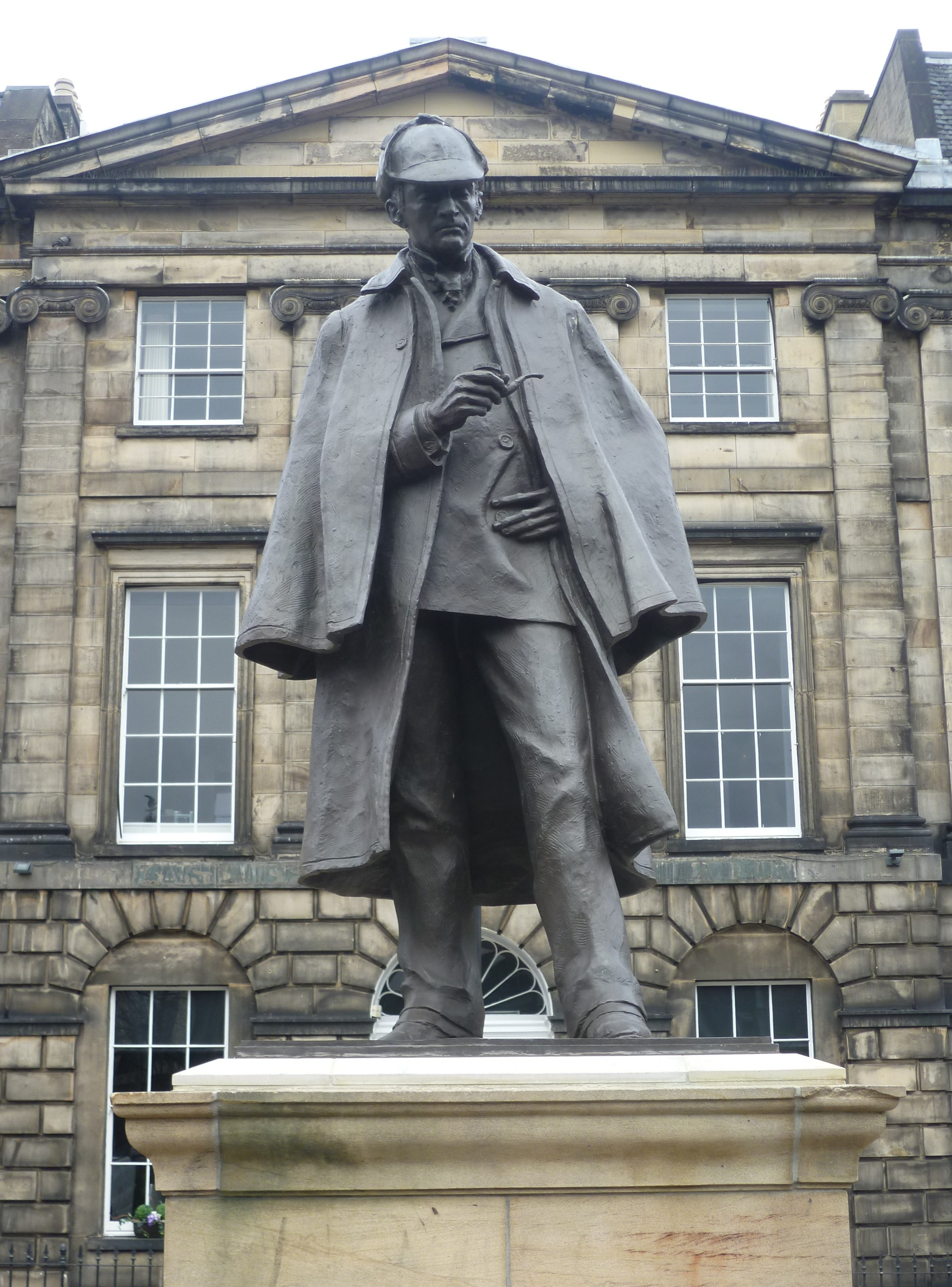
Estàtua de Sherlock Holmes a Edimburg, erigida davant del lloc de naixement de Doyle, que va ser enderrocada c. 1970

Es va encarregar una seqüela d’A Study in Scarlet i The Sign of the Four va aparèixer a Lippincott's Magazine el febrer de 1890, sota un acord amb la companyia Ward Lock. Doyle es va sentir greument explotat per Ward Lock com a autor nou al món editorial, i després d'això, els va deixar. Les històries curtes amb Sherlock Holmes es van publicar a la revista Strand. Doyle va escriure els cinc primers contes de Holmes des de la seva oficina al 2 Upper Wimpole Street (aleshores conegut com a Devonshire Place), que ara està marcat per una placa commemorativa.
L'actitud de Doyle envers la seva creació més famosa era ambivalent. El novembre de 1891, va escriure a la seva mare: «Penso a matar Holmes…, i acabar-lo definitivament i tot. Em treu la ment de coses millors». La seva mare va respondre: No ho faràs! No pots! No ho has de fer» En un intent de desviar les demandes dels editors de més històries de Holmes, va augmentar el seu preu fins a un destinat a desanimar-los, però va trobar que estaven disposats a pagar fins i tot les grans sumes que va demanar. Com a resultat, es va convertir en un dels autors més ben pagats del seu temps.

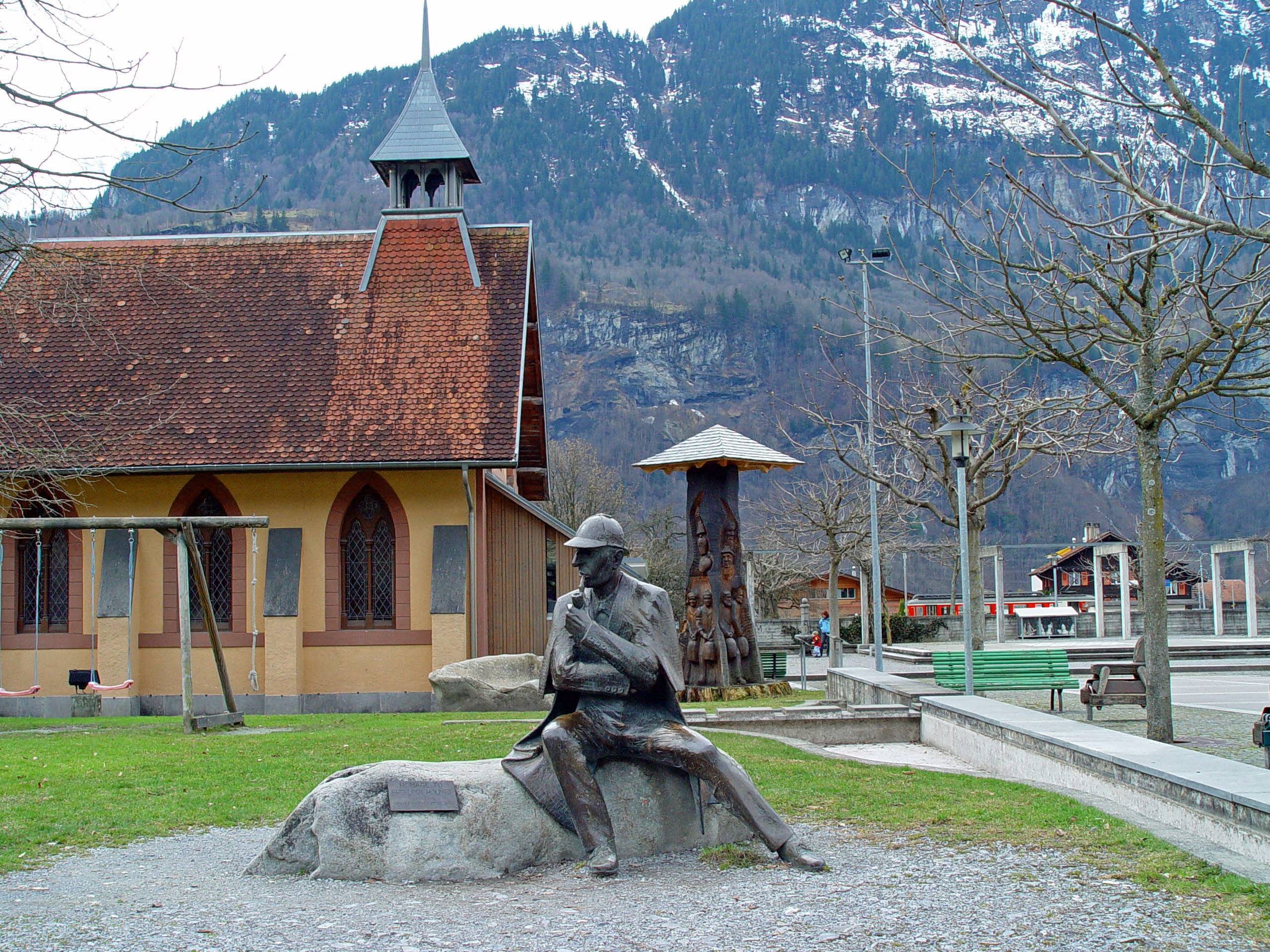
Estàtua de Holmes i l'església anglesa de Meiringen

El desembre de 1893, per dedicar més temps a les seves novel·les històriques, Doyle va fer que Holmes i el professor Moriarty s'enfonsin junts a la seva mort per les cascades de Reichenbach a la història El problema final. La protesta pública, però, el va portar a presentar Holmes el 1901 a la novel·la The Hound of the Baskerville. La connexió fictícia de Holmes amb les cascades de Reichenbach se celebra a la propera ciutat de Meiringen.
El 1903, Doyle va publicar el seu primer conte de Holmes en deu anys, L'aventura de la casa buida, on s'explicava que només Moriarty havia caigut, però com que Holmes tenia altres enemics perillosos —especialment el coronel Sebastian Moran— s'havia arreglat. per fer semblar com si ell també fos mort. Holmes va aparèixer finalment en un total de 56 contes —l'últim publicat el 1927— i quatre novel·les de Doyle, i des de llavors ha aparegut en moltes novel·les i contes d'altres autors.

### Altres obres
Les primeres novel·les de Doyle van ser The Mystery of Cloomber, no publicada fins al 1888, i la inacabada Narrativa de John Smith, publicada només pòstumament, el 2011. Va acumular una cartera de contes, com El capità de l'estrella polar i J. Habakuk Jephson's Statement, ambdues inspirades en el temps de Doyle al mar. Aquest últim va popularitzar el misteri del Mary Celeste i va afegir detalls de ficció com que el vaixell es va trobar en perfecte estat (en realitat havia agafat aigua en el moment en què va ser descobert), i que les seves embarcacions romanien a bord (el de fet faltava un sol vaixell). Aquests detalls de ficció han arribat a dominar els relats populars de l'incident, i l'ortografia alternativa de Doyle del nom del vaixell com a Marie Celeste s'ha fet més comunament utilitzada que l'ortografia original.
Entre 1888 i 1906, Doyle va escriure set novel·les històriques, que ell i molts crítics van considerar com la seva millor obra. També va escriure nou novel·les més i, més tard en la seva carrera (1912-1929), cinc narracions (dues de novel·les llargues) amb el científic irascible Professor Challenger. Les històries de Challenger són la seva obra més coneguda després de l'obra de Holmes, El món perdut. Les seves novel·les històriques són The White Company i la seva preqüela Sir Nigel, ambientada a l'edat mitjana. Va ser un autor prolífic de contes, incloent-hi dues col·leccions ambientades en l'època napoleònica i amb el personatge francès Brigadier Gerard.
Les obres de Doyle per a l'escenari són Waterloo, que se centra en les reminiscències d'un veterà anglès de les guerres napoleòniques i compta amb un personatge Gregory Brewster, escrit per a Henry Irving; The House of Temperley, la trama de la qual reflecteix el seu interès permanent per la boxa; The Speckled Band, adaptació del seu relat curt anterior The Adventure of the Speckled Band; i una col·laboració de 1893 amb J. M. Barrie en el llibret de Jane Annie.

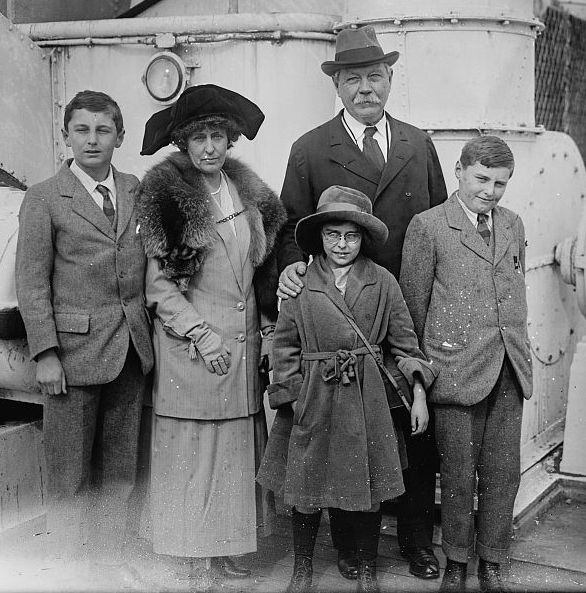
Doyle amb la seva família, 1923

El 1885 Doyle es va casar amb Louisa (de vegades anomenada Touie) Hawkins (1857-1906). Era la filla petita de J. Hawkins, de Minsterworth, Gloucestershire, i la germana d'un dels pacients de Doyle. Louisa tenia tuberculosi. El 1907, l'any després de la mort de Louisa, es va casar amb Jean Elizabeth Leckie (1874-1940). S'havia conegut i enamorat de Jean el 1897, però havia mantingut una relació platònica amb ella mentre la seva primera dona encara era viva, per lleialtat a ella. Jean li va sobreviure deu anys i va morir a Londres.
Doyle va tenir cinc fills. En va tenir dos amb la seva primera dona: Mary Louise (1889-1976) i Arthur Alleyne Kingsley, conegut com a Kingsley (1892-1918). Va tenir tres més amb la seva segona esposa: Denis Percy Stewart (1909-1955), que es va convertir en el segon marit de la princesa georgiana Nina Mdivani; Adrian Malcolm (1910-1970); i Jean Lena Annette (1912-1997). Cap dels cinc fills de Doyle no va tenir fills propis, de manera que no té descendents directes vius.

## Campanya política

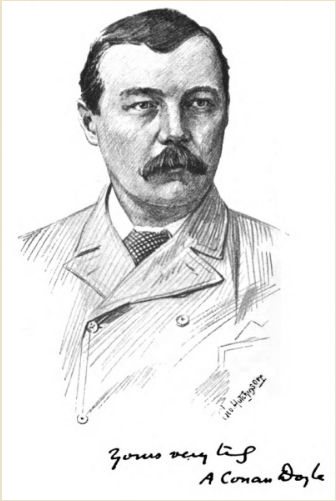
Arthur Conan Doyle de George Wylie Hutchinson, 1894

Doyle va fer de metge voluntari al Langman Field Hospital de Bloemfontein entre març i juny de 1900, durant la Segona Guerra dels Bòers a Sud-àfrica (1899-1902). Més tard aquell any, va escriure un llibre sobre la guerra, The Great Boer War, així com un treball breu titulat The War in South Africa: Its Cause and Conduct, en el qual responia als crítics del paper del Regne Unit en aquella guerra, i va argumentar que el seu paper estava justificat. Aquesta darrera obra va ser àmpliament traduïda, i Doyle va creure que era la raó per la qual va ser nomenat cavaller (amb el rang de Cavaller Batxiller) pel rei Eduard VII en els honors de la coronació de 1902. Va rebre el guardó del rei en persona al palau de Buckingham el 24 d'octubre d'aquell any.
Es va presentar al Parlament dues vegades com a unionista liberal: el 1900 a Edinburgh Central, i el 1906 als Hawick Burghs, però no va ser elegit. Va servir com a Tinent Adjunt de Surrey a partir de 1902, i va ser nomenat Cavaller de Gràcia de l’Orde de l'Hospital de Sant Joan de Jerusalem el 1903.
Doyle va ser partidari de la campanya per a la reforma de l'Estat Lliure del Congo que va ser liderada pel periodista E. D. Morel i el diplomàtic Roger Casement. El 1909 va escriure El crim del Congo, un llarg pamflet on denunciava els horrors d'aquella colònia. Es va familiaritzar amb Morel i Casement, i és possible que, juntament amb Bertram Fletcher Robinson, inspiressin diversos personatges que apareixen a la seva novel·la de 1912 El món perdut. Més tard, després de l'aixecament de Pasqua irlandès, Casement va ser declarat culpable de traïció a la Corona, i va ser condemnat a mort. Doyle va intentar, sense èxit, salvar-lo, argumentant que Casement s'havia tornat boig i, per tant, no s'havia de fer responsable de les seves accions.
A mesura que s'aproximava la Primera Guerra Mundial, i després d'haver estat atrapat en una creixent onada pública de germanofòbia, Doyle va fer una donació pública de 10 xílings a la British Brothers' League, antiimmigració. El 1914, Doyle va ser un dels cinquanta-tres autors britànics principals —incloent-hi HG Wells, Rudyard Kipling i Thomas Hardy— que van signar els seus noms a la Declaració dels autors, que justificava la participació de la Gran Bretanya en la Primera Guerra Mundial. Aquest manifest declarava que la invasió alemanya de Bèlgica havia estat un crim brutal, i que la Gran Bretanya «no podria haver-se negat sense deshonor a participar en la guerra actual».

## Carrera esportiva
Mentre vivia a Southsea, el balneari proper a Portsmouth, Doyle va jugar a futbol com a porter del Portsmouth Association Football Club, un equip amateur, sota el pseudònim AC Smith.
Doyle era un gran jugador de cricket, i entre 1899 i 1907 va jugar 10 partits de primera classe per al Marylebone Cricket Club (MCC). També va jugar als equips de cricket aficionats Allahakbarries i Authors XI al costat dels seus companys escriptors J. M. Barrie, P. G. Wodehouse i A. A. Milne. La seva puntuació més alta, el 1902 contra el comtat de Londres, va ser de 43. Va ser un jugador de bitlles ocasional que va agafar un port de primera classe, W. G. Grace, i va escriure un poema sobre l'assoliment.
L'any 1900, Doyle va fundar l'Undershaw Rifle Club a casa seva, construint un camp de 100 iardes i oferint tirs als homes locals, ja que la mala presentació de les tropes britàniques a la Guerra dels Bòers l'havia fet creure que la població en general necessitava entrenament en punteria. Va ser un campió dels clubs de rifles en miniatura, els membres dels quals disparaven armes de foc de petit calibre a les pistes locals. Aquests intervals eren molt més econòmics i més accessibles per als participants de la classe treballadora que els grans intervals complets, com Bisley Camp, que eren necessàriament allunyats dels nuclis de població. Doyle va passar a formar part del Comitè de Clubs de Rifle de la National Rifle Association.
El 1901, Doyle va ser un dels tres jutges de la primera competició de culturisme important del món, que va ser organitzada pel Pare del culturisme, Eugen Sandow. L'acte es va celebrar al Royal Albert Hall de Londres. Els altres dos jutges van ser l'escultor Sir Charles Lawes-Wittewronge i el mateix Eugen Sandow.
Doyle era un boxejador amateur. El 1909, va ser convidat a arbitrar la lluita pel campionat de pes pesant James Jeffries - Jack Johnson a Reno, Nevada. Doyle va escriure: «Estava molt inclinat a acceptar… tot i que els meus amics em van imaginar acabant amb un revòlver a una orella i una navalla a l'altra. No obstant això, la distància i els meus compromisos van presentar una barra final».
També un apassionat del golf, Doyle va ser elegit capità del Crowborough Beacon Golf Club de Sussex el 1910. S'havia traslladat a la casa de Little Windlesham a Crowborough amb Jean Leckie, la seva segona dona, i hi va residir amb la seva família des de 1907 fins a la seva mort el juliol de 1930.
Va entrar al campionat anglès de billar amateur el 1913.
Mentre vivia a Suïssa, Doyle es va interessar per l'esquí, que era relativament desconegut a Suïssa en aquell moment. Va escriure un article, An Alpine Pass on 'Ski' per al número de desembre de 1894 de The Strand Magazine, en el qual va descriure les seves experiències amb l'esquí i el bell paisatge alpí que es podia veure en el procés. L'article va popularitzar l'activitat i va iniciar la llarga associació entre Suïssa i l'esquí.

## Vida familiar
Després d'abandonar la literatura, es va casar i el 1902 va rebre el títol de sir. Participà en la Primera Guerra Mundial i a partir d'aquella experiència es convertí en seguidor de l'espiritisme.
A part de les conegudes obres de Sherlock Holmes, Conan Doyle posseeix una bibliografia que inclou novel·les històriques, cròniques de guerra, contes de misteri i contes d'espiritisme, entre d'altres.

## Llibres de Sherlock Holmes
- Estudi en escarlata (A Study in Scarlet, 1887) (edició amb pròleg de Jaume Fuster i traducció d'Elisenda Franquesa. Barcelona, Ed. Laertes, 11a edició, 2005)
- El signe dels quatre (The Sing of Four, 1890) (Barcelona, Ed. Laertes, 3a edició, 1993. Traducció de Jordi Vidal i Tubau)
- Aventures de Sherlock Holmes (conté tretze històries) (The Adventures of Sherlock Holmes, 1892) (Barcelona, Ed. Laertes, 2 vol.: vol. I: Traducció de Joan Godo revisada per Jordi Buil, 1990; vol. II: Traducció de Jordi Vidal i Tubau, 1988)
- Memòries de Sherlock Holmes (conté onze històries) (The Memoirs of Sherlock Holmes, 1894) (Barcelona, Ed. Laertes, 2 vol., 1988, 1989. Traducció de Jordi Vidal i Tubau)
- El retorn de Sherlock Holmes (conté tretze històries) (The Return of Sherlock Holmes, 1905) (Barcelona, Ed. Laertes, 1990, 2 vol. Traducció de Jordi Vidal i Tubau)
- El gos dels Baskerville (The Hound of the Baskervilles, 1902) (Barcelona, Ed. Laertes, 8a edició, 2005. Traducció de Sílvia Aymerich)
- La vall del terror (The Valley of Fear, 1915) (Traduït com La vall de la por. Un nou cas de Sherlock Holmes, Barcelona, Els llibres de Glauco, 1986. Traducció de Jordi Vidal i Tubau revisada per Jordi Buil)
- Comiat de Sherlock Holmes (conté vuit històries) (His Last Bow, 1917) (Barcelona, Ed. Laertes, 1991. Traduït com Els darrers aplaudiments, Traducció de Jordi Vidal i Tubau)
- L'Arxiu de Sherlock Holmes (conté dotze històries) (The Case-Book of Sherlock Holmes, 1927) (Barcelona, Ed. Laertes, 1992. Traduït com Els arxius de Sherlock Holmes. Traducció de Jordi Vidal i Tubau).

## Curiositats
L'Arthurdactylus, un gènere de pterosaure del cretaci inferior que s'ha descobert a la Formació de Santana, al Brasil, s'anomena així en el seu honor perquè l'autor va fer aparèixer grans pterosaures a la novel·la El món perdut.
Va escriure la lletra per a l'obra musical de Needham titulada Who's that calling?